# 王培佑
王培佑（1848年—？），山東省平度州人，清朝政治人物。
光緒二年（1876年），順天府鄉試中舉；光緒九年（1883年），登進士；同年五月，改翰林院庶吉士。光緒十二年，任翰林院編修。光緒十四年，任順天鄉試同考官、國史館協修官。光緒十五年，任會試同考官。光緒二十一年，任江南道監察御史、兼署河南道監察御史。光緒二十三年，掌雲南道監察御史，后任鴻臚寺卿。光緒二十六年（1900年），任順天府府尹。义和团兴起，主战。同年任太常寺卿；署宗人府丞。光緒二十八年（1902年）），任宗人府府丞。次年署光祿寺卿。